# Saint-Séverin-d'Estissac
Pour les articles homonymes, voir Saint-Séverin.
Saint-Séverin-d'Estissac est une commune française située dans le département de la Dordogne, en région Nouvelle-Aquitaine.

## Géographie

### Généralités
La commune de Saint-Séverin-d'Estissac est située dans le Landais, une des régions naturelles du Périgord. Elle est arrosée par la Crempsoulie, un mince sous-affluent de l'Isle.
Environ 600 mètres à l'est de l'intersection des routes départementales 39 et 39E, le bourg de Saint-Séverin-d'Estissac est établi sur une hauteur en rive gauche de la Crempsoulie. Il est situé, en distances orthodromiques, cinq kilomètres au sud de Neuvic et six kilomètres à l'ouest de Villamblard.

### Communes limitrophes
Saint-Séverin-d'Estissac est limitrophe de cinq autres communes. À l'est, son territoire est distant de moins de 700 mètres de celui de Grignols.
|         | Neuvic                   | Vallereuil            |
| Sourzac | Saint-Séverin-d'Estissac |                       |
|         | Issac                    | Saint-Jean-d'Estissac |

### Géologie et relief

#### Géologie
Situé sur la plaque nord du Bassin aquitain et bordé à son extrémité nord-est par une frange du Massif central, le département de la Dordogne présente une grande diversité géologique. Les terrains sont disposés en profondeur en strates régulières, témoins d'une sédimentation sur cette ancienne plate-forme marine. Le département peut ainsi être découpé sur le plan géologique en quatre gradins différenciés selon leur âge géologique. Saint-Séverin-d'Estissac est située dans le troisième gradin à partir du nord-est, un plateau formé de calcaires hétérogènes du Crétacé.
Les couches affleurantes sur le territoire communal sont constituées de formations superficielles du Quaternaire et de roches sédimentaires datant pour certaines du Cénozoïque, et pour d'autres du Mésozoïque. La formation la plus ancienne, notée c5d, date du Campanien 4, des calcaires crayo-marneux grisâtres et des calcaires graveleux bioclastiques à orbitoides. La formation la plus récente, notée CFvs, fait partie des formations superficielles de type colluvions carbonatées de vallons secs : sable limoneux à débris calcaires et argile sableuse à débris. Le descriptif de ces couches est détaillé dans la feuille « no 782 - Mussidan » de la carte géologique au 1/50 000 de la France métropolitaine, et sa notice associée.

Carte géologique de Saint-Séverin-d'Estissac.

#### Relief et paysages
Le département de la Dordogne se présente comme un vaste plateau incliné du nord-est (491 m, à la forêt de Vieillecour dans le Nontronnais, à Saint-Pierre-de-Frugie) au sud-ouest (2 m à Lamothe-Montravel). L'altitude du territoire communal varie quant à elle entre 111 mètres à l'ouest, là ou la Crempsoulie quitte la commune et entre sur celle de Sourzac, près du lieu-dit Fonmoure, et 202 mètres, à l'est, au lieu-dit les Brendes.
Dans le cadre de la Convention européenne du paysage entrée en vigueur en France le 1er juillet 2006, renforcée par la loi du 8 août 2016 pour la reconquête de la biodiversité, de la nature et des paysages, un atlas des paysages de la Dordogne a été élaboré sous maîtrise d’ouvrage de l’État et publié en octobre 2020. Les paysages du département s'organisent en huit unités paysagères,. La commune fait partie du Périgord central, un paysage vallonné, aux horizons limités par de nombreux bois, plus ou moins denses, parsemés de prairies et de petits champs.
La superficie cadastrale de la commune publiée par l'Insee, qui sert de référence dans toutes les statistiques, est de 5,31 km2,,. La superficie géographique, issue de la BD Topo, composante du Référentiel à grande échelle produit par l'IGN, est quant à elle de 5,26 km2.

### Hydrographie

#### Réseau hydrographique

Réseaux hydrographique et routier de Saint-Séverin-d'Estissac.

La commune est située dans le bassin de la Dordogne au sein du Bassin Adour-Garonne. Elle est drainée par la Crempsoulie et par un petit cours d'eau, qui constituent un réseau hydrographique de 5,5 km de longueur totale,.
La Crempsoulie, d'une longueur totale de 9,91 km, prend sa source à Saint-Jean-d'Estissac et se jette dans la Crempse en rive droite en limite de Bourgnac et d'Issac,. Elle arrose la commune sur quatre kilomètres, dont plus d'un kilomètre sert de limite naturelle au nord-est face à Vallereuil.

#### Gestion et qualité des eaux
Le territoire communal est couvert par le schéma d'aménagement et de gestion des eaux (SAGE) « Isle - Dronne ». Ce document de planification, dont le territoire regroupe les bassins versants de l'Isle et de la Dronne, d'une superficie de 7 500 km2, a été approuvé le 2 août 2021. La structure porteuse de l'élaboration et de la mise en œuvre est l'établissement public territorial de bassin de la Dordogne (EPIDOR). Il définit sur son territoire les objectifs généraux d’utilisation, de mise en valeur et de protection quantitative et qualitative des ressources en eau superficielle et souterraine, en respect des objectifs de qualité définis dans le troisième SDAGE du Bassin Adour-Garonne qui couvre la période 2022-2027, approuvé le 10 mars 2022.
La qualité des eaux de baignade et des cours d’eau peut être consultée sur un site dédié géré par les agences de l’eau et l’Agence française pour la biodiversité.

### Climat
Pour des articles plus généraux, voir Climat de la Nouvelle-Aquitaine et Climat de la Dordogne.
Historiquement, la commune est exposée à un climat océanique aquitain.  
En 2020, Météo-France publie une typologie des climats de la France métropolitaine dans laquelle la commune est exposée à un climat océanique altéré et est dans la région climatique  Aquitaine, Gascogne, caractérisée par une pluviométrie abondante au printemps, modérée en automne, un faible ensoleillement au printemps, un été chaud (19,5 °C), des vents faibles, des brouillards fréquents en automne et en hiver et des orages fréquents en été (15 à 20 jours).
Pour la période 1971-2000, la température annuelle moyenne est de 12,5 °C, avec  une amplitude thermique annuelle de 14,9 °C. Le cumul annuel moyen de précipitations est de 911 mm, avec 12,1 jours de précipitations en janvier et 7 jours en juillet. Pour la période 1991-2020, la température moyenne annuelle observée sur la station météorologique la plus proche, située sur la commune de Bergerac à 22 km à vol d'oiseau, est de 13,2 °C et le cumul annuel moyen de précipitations est de 792,9 mm,. Pour l'avenir, les paramètres climatiques de la commune estimés pour 2050 selon différents scénarios d’émission de gaz à effet de serre sont consultables sur un site dédié publié par Météo-France en novembre 2022.

### Milieux naturels et biodiversité
L'Inventaire national du patrimoine naturel (INPN) indique que le site « Marais alcalins de la vallée de la Nizonne » concerne la commune mais dans les faits, Saint-Séverin-d'Estissac n'a rien à voir avec lui. Étant située à plus de trente kilomètres du point le plus proche de cette zone naturelle d'intérêt écologique, faunistique et floristique (ZNIEFF), il s'agit d'une confusion avec la commune de Saint-Séverin, en Charente.

## Urbanisme

### Typologie
Au 1er janvier 2024, Saint-Séverin-d'Estissac est catégorisée commune rurale à habitat dispersé, selon la nouvelle grille communale de densité à 7 niveaux définie par l'Insee en 2022.
Elle est située hors unité urbaine et hors attraction des villes,.

### Occupation des sols
L'occupation des sols de la commune, telle qu'elle ressort de la base de données européenne d’occupation biophysique des sols Corine Land Cover (CLC), est marquée par l'importance des forêts et milieux semi-naturels (74,3 % en 2018), une proportion identique à celle de 1990 (74,3 %). La répartition détaillée en 2018 est la suivante :
forêts (74,3 %), zones agricoles hétérogènes (13,5 %), prairies (12,2 %). L'évolution de l’occupation des sols de la commune et de ses infrastructures peut être observée sur les différentes représentations cartographiques du territoire : la carte de Cassini (XVIIIe siècle), la carte d'état-major (1820-1866) et les cartes ou photos aériennes de l'IGN pour la période actuelle (1950 à aujourd'hui).

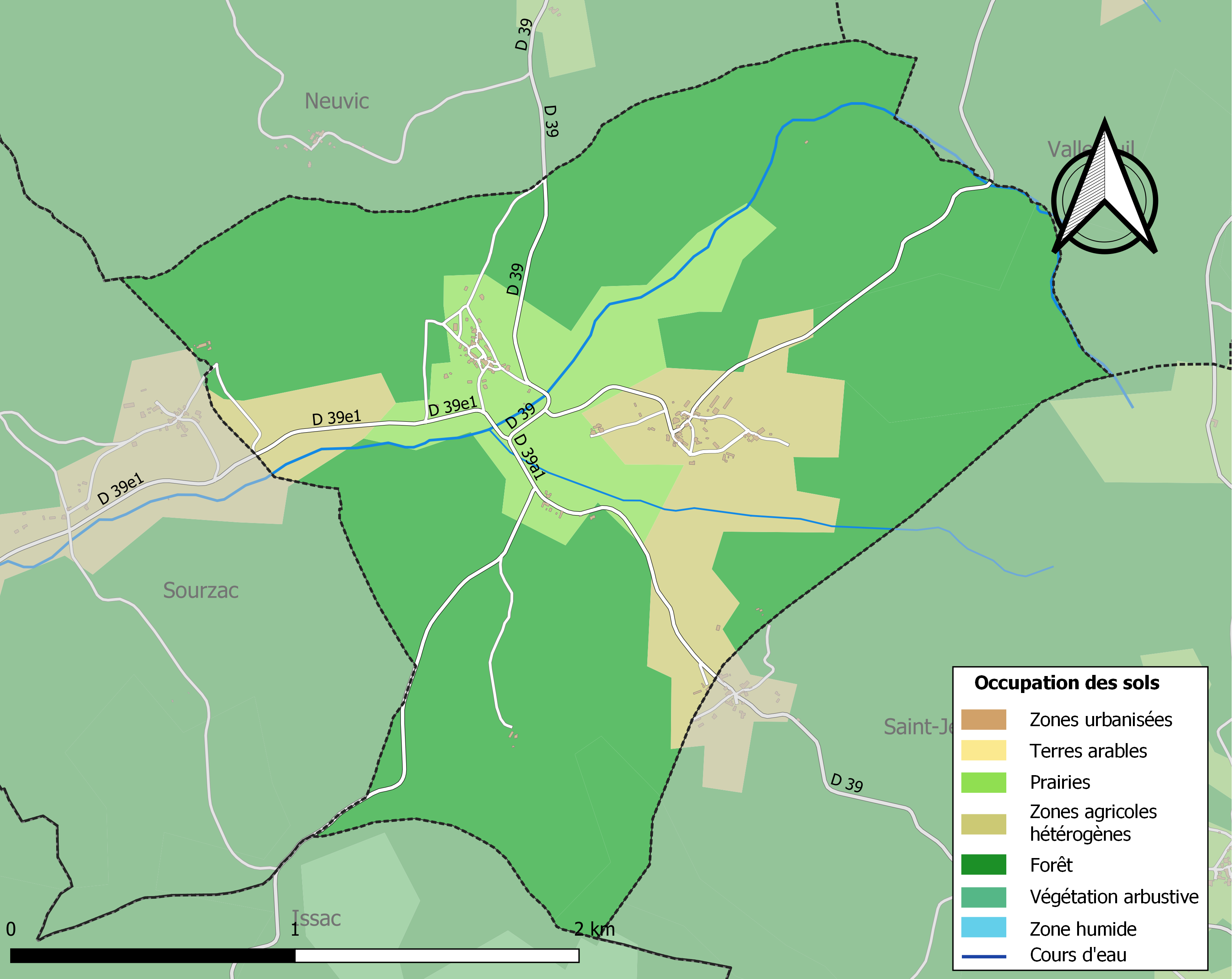
Carte des infrastructures et de l'occupation des sols de la commune en 2018 (CLC).

### Villages, hameaux et lieux-dits
Outre le petit bourg de Saint-Séverin-d'Estissac proprement dit, la commune se compose de quelques autres villages ou hameaux, ainsi que de lieux-dits :
- les Brendes
- les Farges
- le Fournet
- les Jonies
- Lannégré
- le Nègre
- les Petits Clauds
- Raysses
- le Terme
- Vert de Bost.

### Prévention des risques
Le territoire de la commune de Saint-Séverin-d'Estissac est vulnérable à différents aléas naturels : météorologiques (tempête, orage, neige, grand froid, canicule ou sécheresse), feux de forêts, mouvements de terrains et séisme (sismicité très faible). Un site publié par le BRGM permet d'évaluer simplement et rapidement les risques d'un bien localisé soit par son adresse soit par le numéro de sa parcelle.
Saint-Séverin-d'Estissac est exposée au risque de feu de forêt. L’arrêté préfectoral du 14 mars 2013 fixe les conditions de pratique des incinérations et de brûlage dans un objectif de réduire le risque de départs d’incendie. À ce titre, des périodes sont déterminées : interdiction totale du 15 février au 15 mai et du 15 juin au 15 octobre, utilisation réglementée du 16 mai au 14 juin et du 16 octobre au 14 février. En septembre 2020, un plan inter-départemental de protection des forêts contre les incendies (PidPFCI) a été adopté pour la période 2019-2029,.

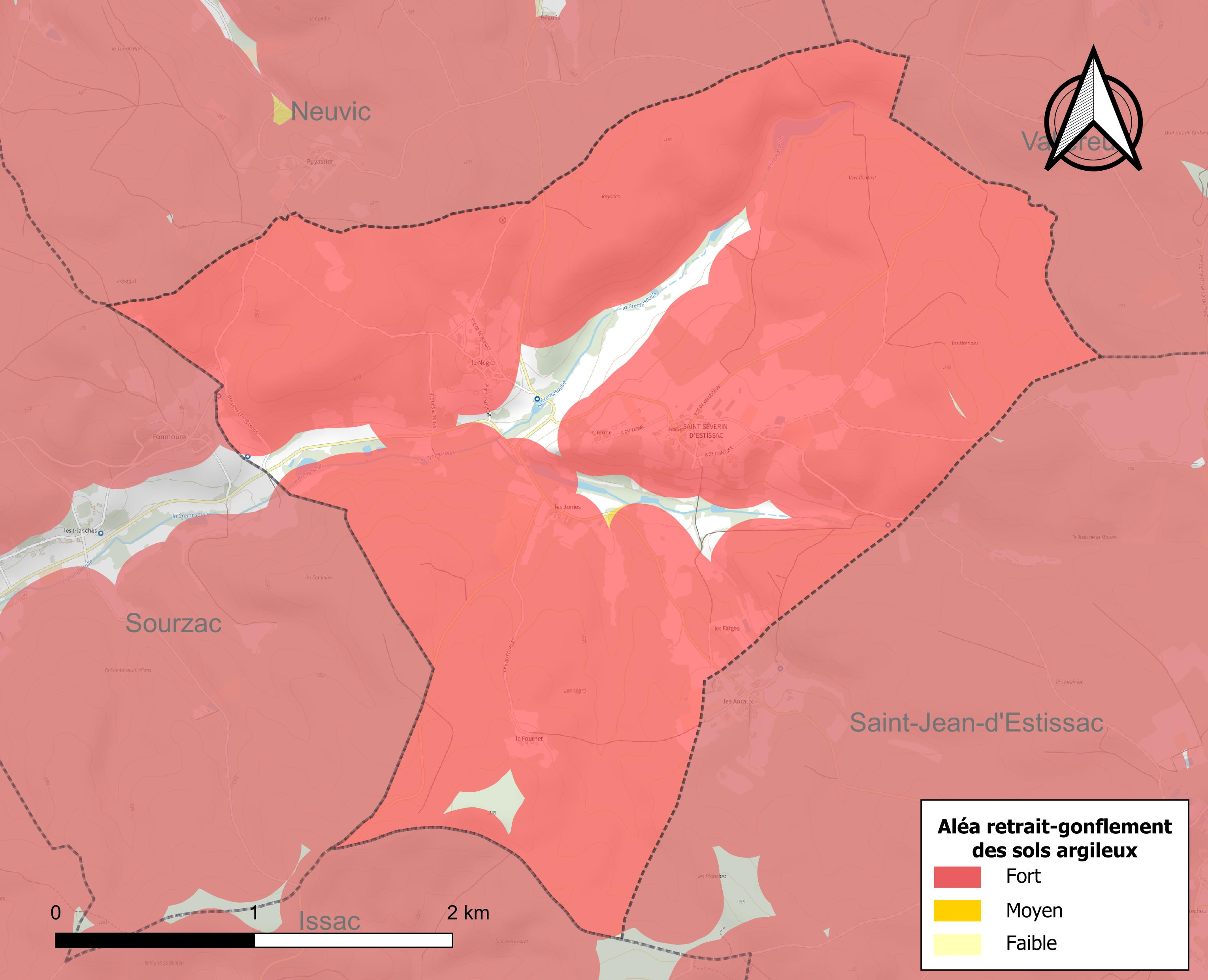
Carte des zones d'aléa retrait-gonflement des sols argileux de Saint-Séverin-d'Estissac.

Les mouvements de terrains susceptibles de se produire sur la commune sont des tassements différentiels. Le retrait-gonflement des sols argileux est susceptible d'engendrer des dommages importants aux bâtiments en cas d’alternance de périodes de sécheresse et de pluie. 94 % de la superficie communale est en aléa moyen ou fort (58,6 % au niveau départemental et 48,5 % au niveau national métropolitain). Depuis le 1er octobre 2020, en application de la loi ÉLAN, différentes contraintes s'imposent aux vendeurs, maîtres d'ouvrages ou constructeurs de biens situés dans une zone classée en aléa moyen ou fort,.
La commune a été reconnue en état de catastrophe naturelle au titre des dommages causés par les inondations et coulées de boue survenues en 1982, 1999 et 2018, par la sécheresse en 1992 et par des mouvements de terrain en 1999.

## Toponymie
Le nom de la commune se réfère à saint Séverin, évêque de Bordeaux au Ve siècle. La seconde partie du nom correspond à l'ancienne châtellenie d'Estissac.
En occitan limousin, la commune porte le nom de Sent Sieurin d'Estiçac.

## Histoire
La première mention écrite connue du lieu figure dans un pouillé du XIIIe siècle et concerne son église (disparue) sous la forme Sanctus Severinus, archip. de Novovico,.
Le 9 thermidor de l'an II, le curé de Saint-Séverin-d'Estissac est guillotiné à Périgueux.
Lors de la Première Guerre mondiale, deux hommes de la commune sont morts pour la France.

## Politique et administration

### Rattachements administratifs et électoraux
Dès 1790, la commune de Saint-Séverin-d'Estissac a été rattachée au canton de Neuvic qui dépendait du district de Mussidan jusqu'en 1795, date de suppression des districts. En 1801, le canton est rattaché à l'arrondissement de Ribérac qui disparaît en 1926, puis à l'arrondissement de Périgueux.
Dans le cadre de la réforme de 2014 définie par le décret du 21 février 2014, le canton de Neuvic disparaît aux élections départementales de mars 2015. La commune est alors rattachée au canton de la Vallée de l'Isle, dont le bureau centralisateur reste fixé à Neuvic.

### Intercommunalité
Fin 2003, Saint-Séverin-d'Estissac intègre la communauté de communes de la Moyenne Vallée de l'Isle créée sept ans auparavant. Celle-ci est dissoute au 31 décembre 2013 et remplacée au 1er janvier 2014 par la communauté de communes Isle Vern Salembre en Périgord.

### Administration municipale
La population de la commune étant comprise entre 100 et 499 habitants au recensement de 2017, onze conseillers municipaux ont été élus en 2020,.

### Liste des maires

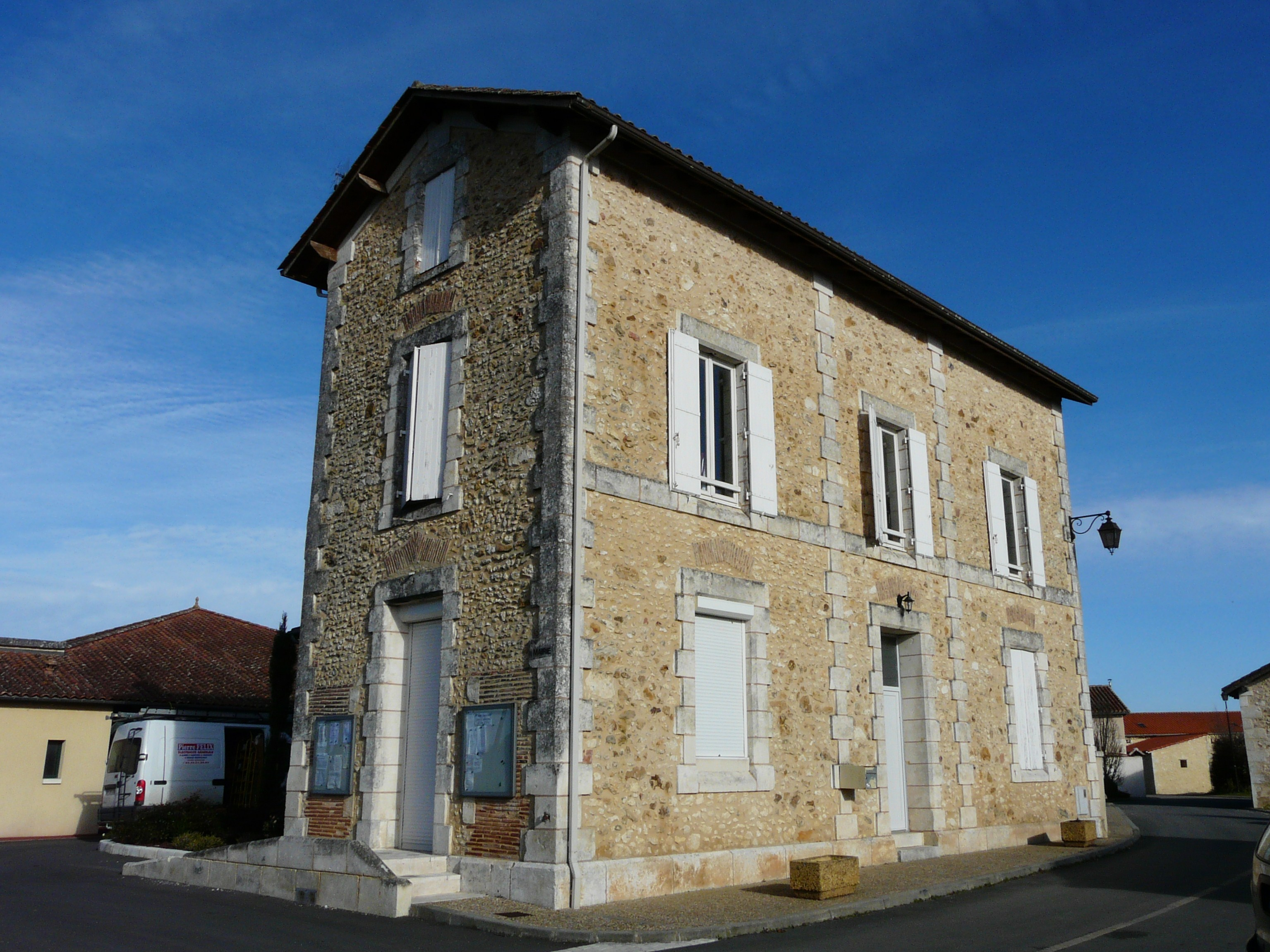
La mairie.

| Période                                  | Période   | Identité             | Étiquette | Qualité        |
| ---------------------------------------- | --------- | -------------------- | --------- | -------------- |
| Les données manquantes sont à compléter. |           |                      |           |                |
|                                          |           |                      |           |                |
| 1959                                     | 1995      | Roger Adrien Bordier |           |                |
| 1995                                     | mars 2014 | Daniel Delord        | DVG       | Employé du BTP |
| mars 2014 (réélu en mai 2020)            | En cours  | Sébastien Schaller   |           |                |

## Équipements et services publics

### Justice
En 2023, dans le domaine judiciaire, Saint-Séverin-d'Estissac relève :
- du tribunal judiciaire, du tribunal pour enfants, du conseil de prud'hommes et du tribunal de commerce de Périgueux ;
- du pôle Nationalité du tribunal judiciaire de Périgueux (compétent uniquement dans le domaine de la nationalité) ;
- de la cour d'appel, du tribunal administratif et de la cour administrative d'appel de Bordeaux.

## Population et société

### Démographie
L'évolution du nombre d'habitants est connue à travers les recensements de la population effectués dans la commune depuis 1793. Pour les communes de moins de 10 000 habitants, une enquête de recensement portant sur toute la population est réalisée tous les cinq ans, les populations de référence des années intermédiaires étant quant à elles estimées par interpolation ou extrapolation. Pour la commune, le premier recensement exhaustif entrant dans le cadre du nouveau dispositif a été réalisé en 2004.

En 2022, la commune comptait 91 habitants, en évolution de −13,33 % par rapport à 2016 (Dordogne : +0,37 %, France hors Mayotte : +2,11 %).
| 1793 | 1800 | 1806 | 1821 | 1831 | 1836 | 1841 | 1846 | 1851 |
| ---- | ---- | ---- | ---- | ---- | ---- | ---- | ---- | ---- |
| 138  | 144  | 177  | 147  | 175  | 166  | 173  | 155  | 158  |

| 1856 | 1861 | 1866 | 1872 | 1876 | 1881 | 1886 | 1891 | 1896 |
| ---- | ---- | ---- | ---- | ---- | ---- | ---- | ---- | ---- |
| 174  | 160  | 170  | 148  | 158  | 146  | 133  | 144  | 144  |

| 1901 | 1906 | 1911 | 1921 | 1926 | 1931 | 1936 | 1946 | 1954 |
| ---- | ---- | ---- | ---- | ---- | ---- | ---- | ---- | ---- |
| 132  | 116  | 111  | 110  | 105  | 102  | 97   | 61   | 77   |

| 1962 | 1968 | 1975 | 1982 | 1990 | 1999 | 2004 | 2006 | 2009 |
| ---- | ---- | ---- | ---- | ---- | ---- | ---- | ---- | ---- |
| 77   | 65   | 51   | 56   | 55   | 51   | 63   | 65   | 80   |

| 2014 | 2019 | 2022 | - | - | - | - | - | - |
| ---- | ---- | ---- | - | - | - | - | - | - |
| 101  | 90   | 91   | - | - | - | - | - | - |

## Économie

### Emploi
En 2015, parmi la population communale comprise entre 15 et 64 ans, les actifs représentent cinquante-deux personnes, soit 49,5 % de la population municipale. Le nombre de chômeurs (cinq) a augmenté par rapport à 2010 (un) et le taux de chômage de cette population active s'établit à 10,0 %.

### Établissements
Au 31 décembre 2015, la commune compte huit établissements, dont trois au niveau des commerces, transports ou services, deux relatifs au secteur administratif, à l'enseignement, à la santé ou à l'action sociale, deux dans l'agriculture, la sylviculture ou la pêche, et un dans la construction.

## Culture locale et patrimoine

### Lieux et monuments

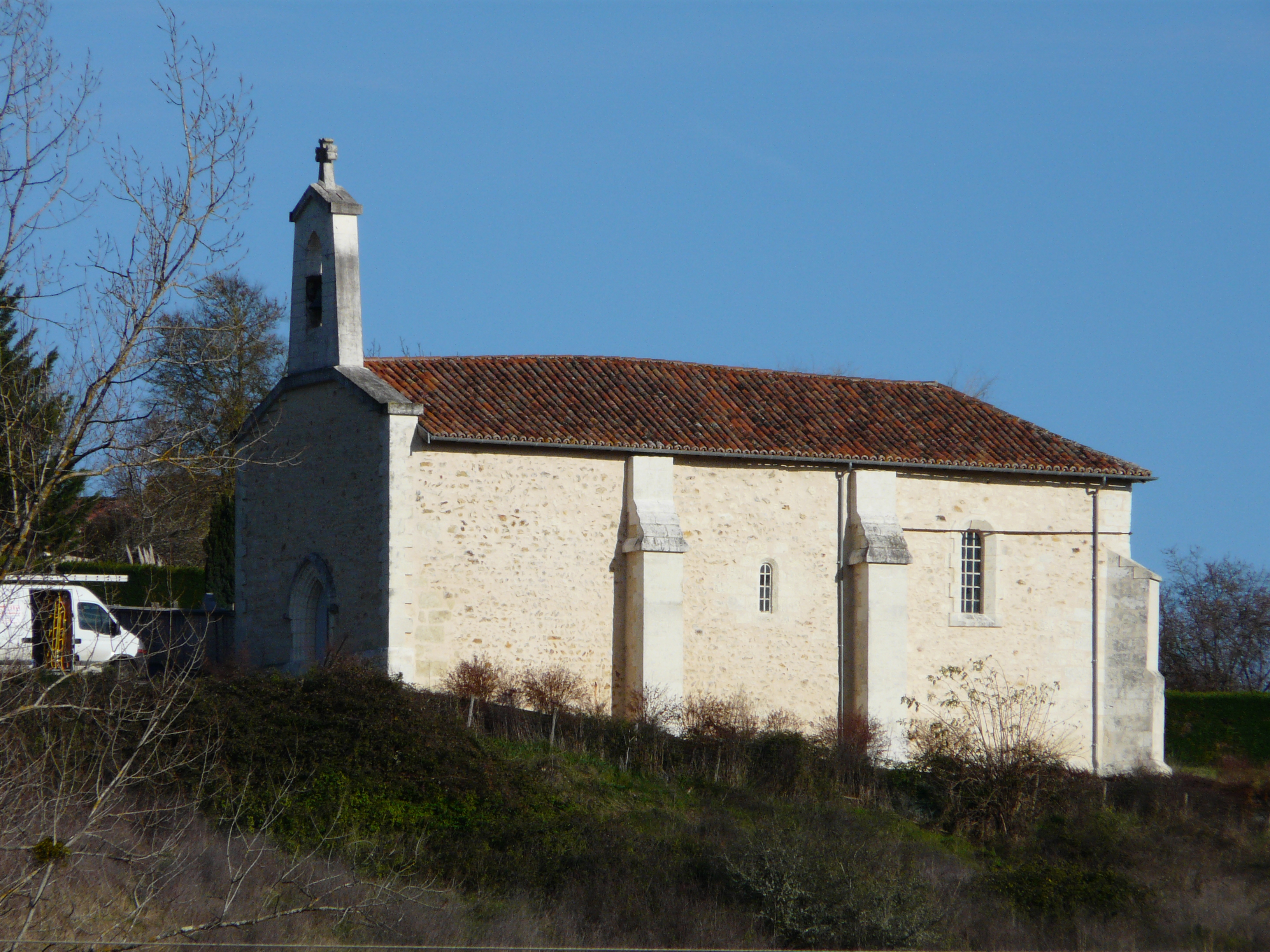
L'église Saint-Séverin.

- Église Saint-Séverin du XIXe siècle, avec clocher-mur[60]

### Personnalités liées à la commune
- Abbé François d'Artenset (1734-1794), nommé curé de Saint-Séverin-d'Estissac en 1769, condamné à mort et guillotiné en l'an II (4 août 1794) à Périgueux (place de la Clautre), comme prêtre réfractaire[61].

## Pour approfondir